# Tolberterpetten (waterschap)
De Tolberterpetten is een voormalig waterschap in de provincie Groningen.
Het gebied van de Tolberter Petten is tussen 1930 en 1940 ontgonnen door de N.V. Ontginningsmaatschappij De Vereenigde Groninger Gemeenten. In 1931 werd er gemaal gesticht ten om een deel te bemalen. In eerste instantie onderhield de Dienst der Staatsdomeinen het gebied. In 1949 is daarop een waterschap opgericht. Omdat slechts een deel werd bemalen, werd het oorspronkelijk niet-bemalen noordelijk deel in 1964 afgesplitst en ondergebracht in een nieuw waterschap De Dijken.
Waterstaatkundig gezien ligt het gebied sinds 1995 binnen dat van het waterschap Noorderzijlvest.